# Tramway de Suzhou

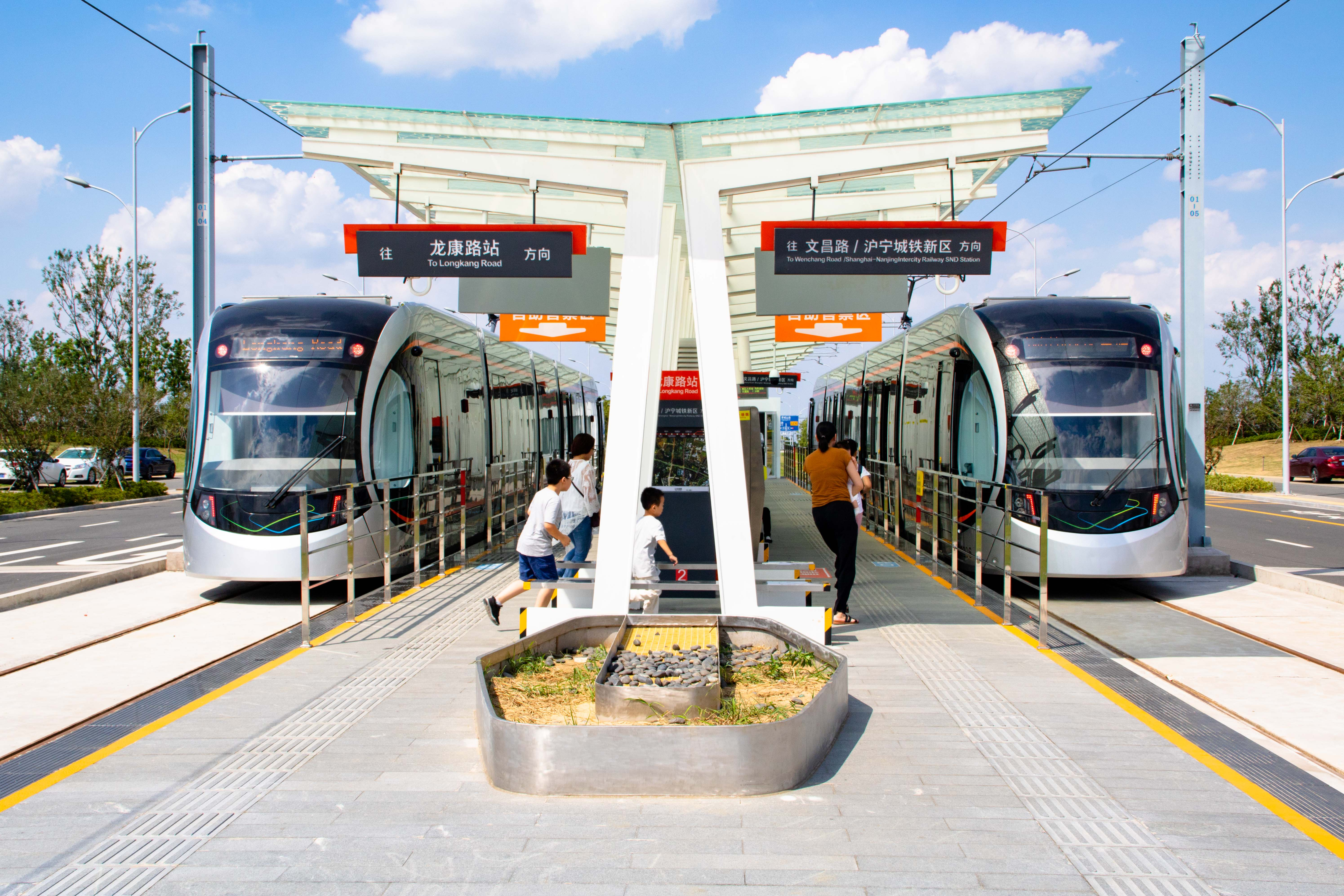
Ligne 2 station de la route de Longkang.

Le tramway de Suzhou  est un réseau de tramway desservant la ville de Suzhou en Chine. La première ligne a été inaugurée en octobre 2014. Le réseau comporte début 2020 2 lignes totalisant 43 kilomètres de voie. Une troisième ligne est en cours de construction et la réalisation de trois lignes supplémentaires est à l'étude. Le réseau est desservi par des rames électriques à plancher plat fabriquées par le constructeur national CRRC Nanjing Puzhen.

## Historique
La première ligne du tramway de Suzhou est inaugurée le 26 octobre 2014 deux ans après le début de sa construction. Cette ligne longue de 18,1 kilomètres dessert le district de Gaoxin situé au sud-ouest de la ville de Suzhou . La ligne dispose d'une correspondance avec la ligne 1 du métro de Suzhou à la station Longkanglu. Les voies circulent en surface sauf une portion de 1 kilomètre de voie en viaduc. La construction de la deuxième ligne débute en juillet 2014. Le 1er mai 2018 la ligne 1 est prolongée de 7,6  kilomètres de Longkanglu jusqu'à la Montagne Xiyang avec quatre arrêts supplémentaires. La voie circule en surface sauf deux sections souterraines  . Une deuxième ligne est inaugurée le 31 aout 2018. Elle comprend 17,2 kilomètres de voies et 12 arrêts. Elle est en correspondance avec la ligne 1 du tramway à son terminus Route de Longkang. Elle passe par la station Route de Hogfu et son autre terminus se trouve à la gare ferroviaire du nouveau district de Suzhou.

### Matériel roulant
Le réseau utilise pour sa desserte des rames bi-directionnelles de cinq voitures construites par  CSR Nanjing Puzhen Rolling Stock Co. Il s'agit d'une version sous licence du modèle Flexity du constructeur canadien Bombardier. Les rames sont longues de 32,2 mètres et larges de 2,65 mètres. Elles peuvent transporter 382 passagers et ont une vitesse de pointe de 70 km/h.

### Exploitation
Les rames circulent sur la ligne 2 de 6h30 à 21h30 avec un intervalle de temps de 10 minutes en heure de pointe et un temps de parcours de 36 minutes. 

### Prolongements en cours ou à l'étude
Une troisième ligne allant de la gare ferroviaire du nouveau district de Suzhou au centre-ville en passant par la route de Wenchang et le parc d'attractions de Suzhou est en cours de réalisation. Trois autres lignes doivent être construites.

Tramway de Suzhou
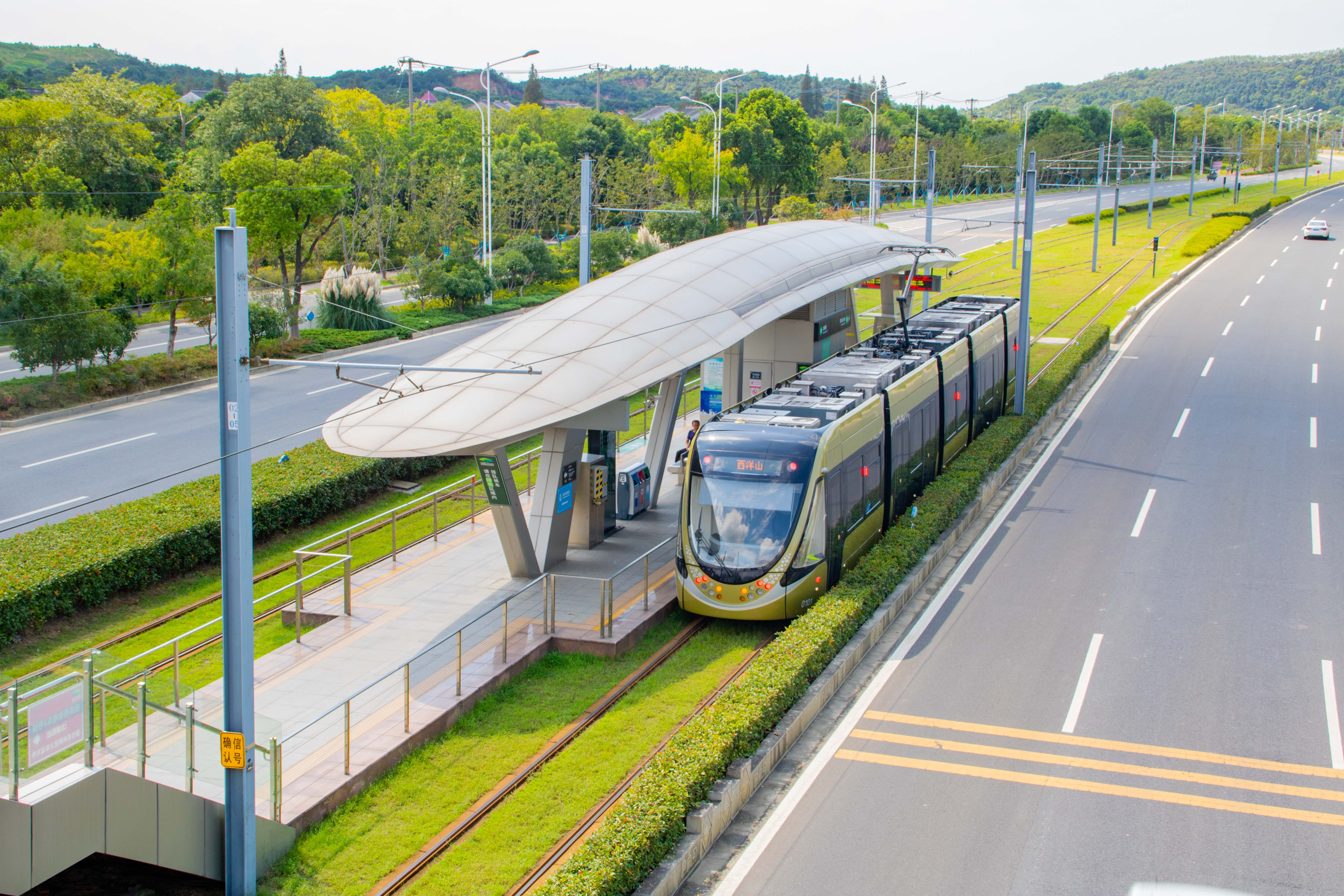
Ligne 1 station de la route de Longkang.
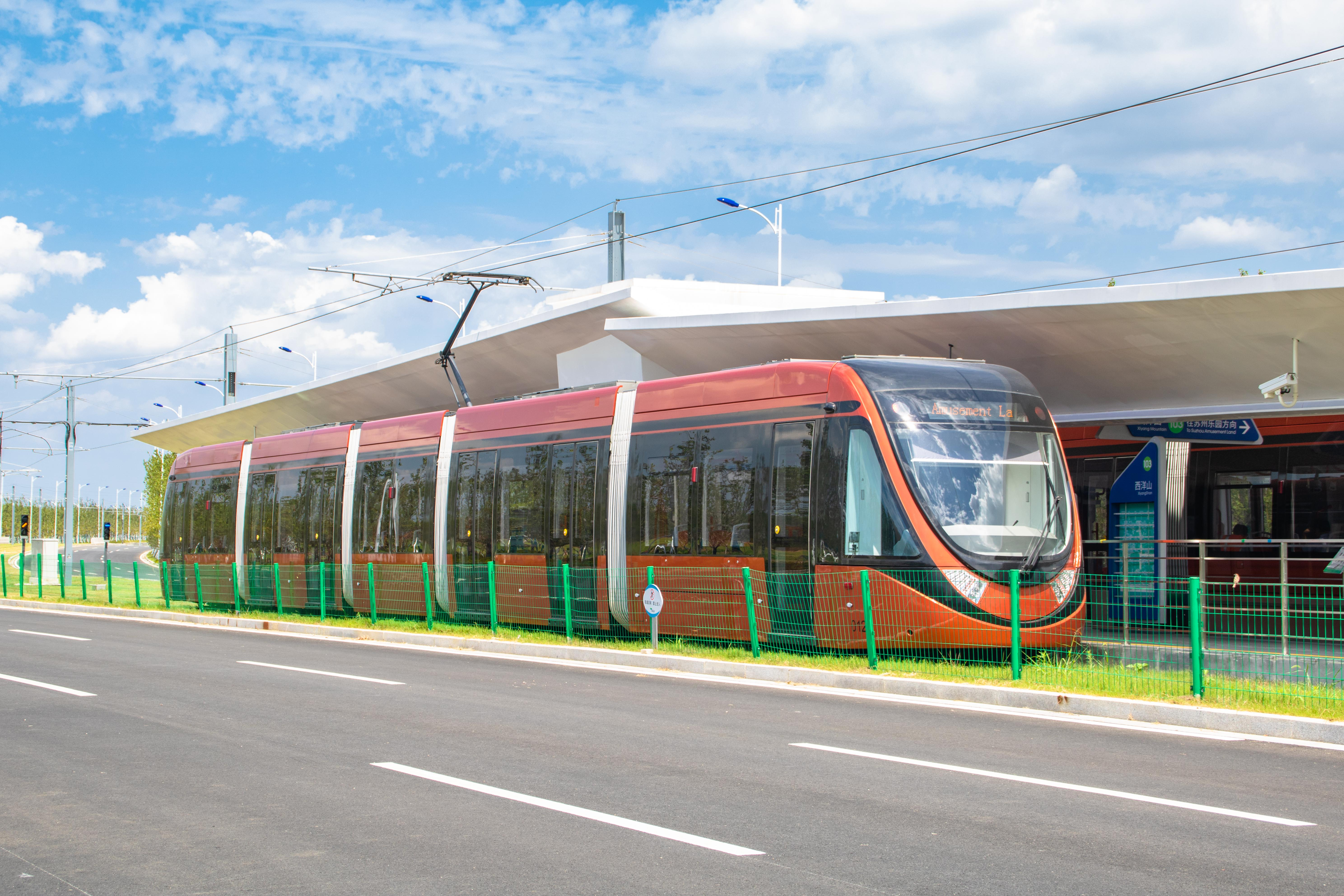
Ligne 1 station Xiyangshan.
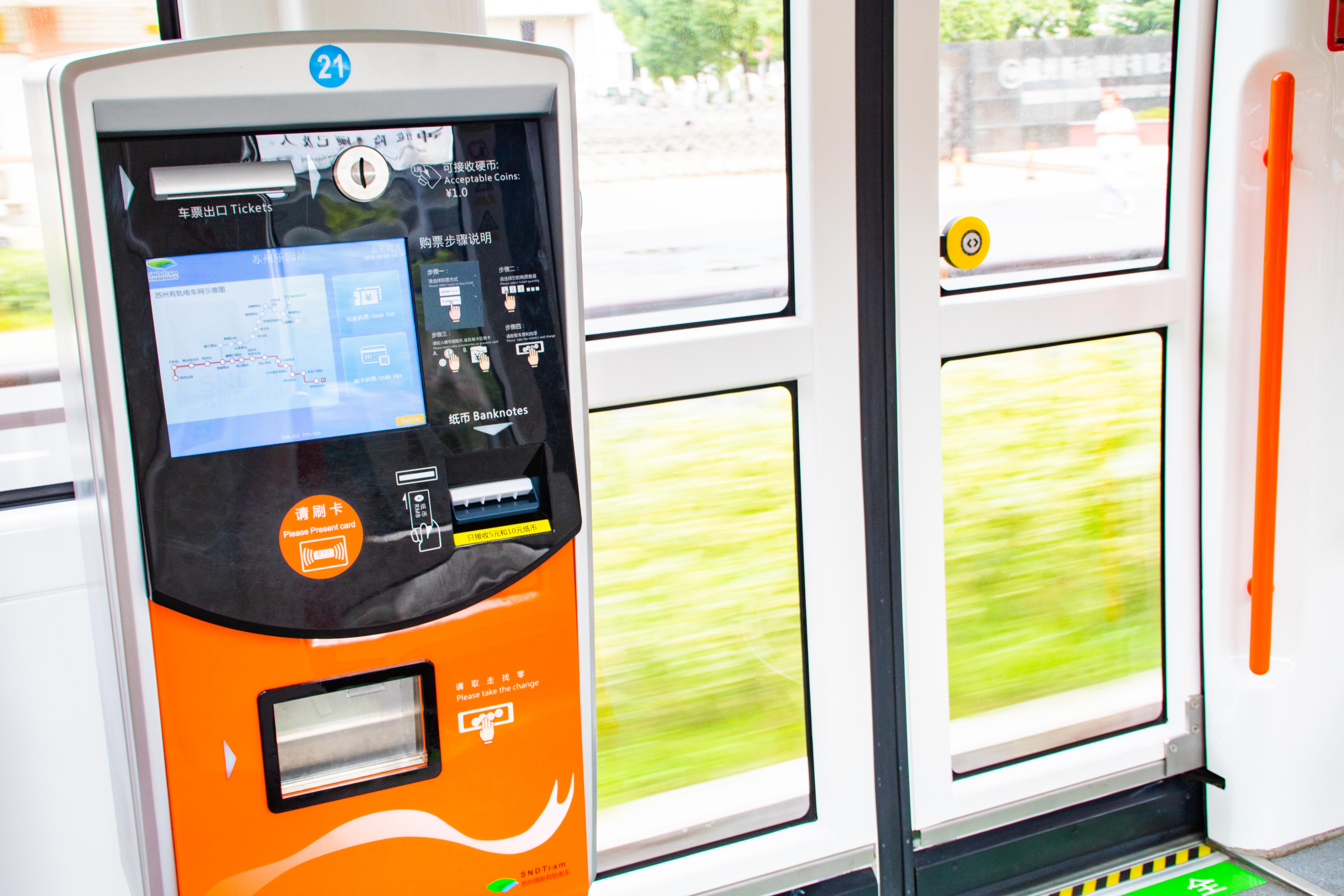
Distributeur de billets embarqué.